# Ina Menzer
Ina Menzer (* 10. November 1980 in Atbassar, Kasachische SSR, UdSSR) ist eine ehemalige deutsche Profiboxerin im Federgewicht. Sie war bis zum 3. Juli 2010 Weltmeisterin im Federgewicht der WIBF, WBC und WBO. Sie stand bei Universum Box-Promotion bis zu dessen Insolvenz 2012 unter Vertrag.
Ab dem 12. Oktober 2012 war sie Europameisterin der WBO und durch ihren Sieg in ihrem letzten Kampf am 24. August 2013 wurde sie Weltmeisterin der Version WIBA, der WBF und Superchampion der WIBF. Wunschgemäß trat sie damit als Weltmeisterin ab, nachdem sie zugleich einmal in ihrer Heimatstadt Mönchengladbach geboxt hatte.

## Leben
Ina Menzer kam mit ihrer Familie 1990 als Aussiedlerin nach Deutschland. Sie hat zwei jüngere Zwillingsbrüder und wuchs in Mönchengladbach-Wickrath auf, wo sie in den Jahren 2005, 2006 und 2007 zur Sportlerin des Jahres der Stadt gewählt wurde. 2009 wurde sie Boxerin des Jahres beim World Boxing Council.
Ihre Boxkarriere begann im Verein Faustkämpfer Mönchengladbach. Ihre Trainer waren Waldemar Altergott und Oleg Ginkel. Auch heute noch trainiert sie oft mit ihren Kameraden im Verein. 2010 verlor sie ihre Titel an Jeannine Garside, die trotz eines guten Kampfes Menzers die Oberhand behielt und knapp nach Punkten siegte.
2013 beendete sie ihre Boxkarriere mit einer Bilanz von einer Niederlage bei 31 Profikämpfen.
2014 machte sie ihren Abschluss im Sportmanagement-Studium.
Seit ihrer Hochzeit 2006 trägt sie den Namen „Moos-Menzer“. Ihr Mann Denis Moos ist ebenfalls in Kasachstan geboren und Maschinenbau-Ingenieur. Beide wohnen derzeit in Hamburg.
2017 wurde ihr erstes Kind, eine Tochter, und 2019 eine weitere Tochter geboren.

## Amateurkarriere
Als Amateurin wurde Ina Menzer:
- Niederrheinmeisterin (zweimal)
- Westdeutsche Meisterin
- Internationale Meisterin (2001)
- Siegerin im Ceresit-Box-Cup der Frauen (2002) in der Sporthalle St. Pauli in Hamburg gegen Sonja Dürr
- Deutsche Meisterin (2003) bei den 1. Internationale Deutschen Boxmeisterschaften der Frauen (IDBF) in Meppen (Niedersachsen)

## Profikarriere
Ihren ersten Profikampf absolvierte Ina Menzer am 30. März 2004. Am 22. Oktober 2005 errang sie in ihrem elften Profikampf den Weltmeistertitel der WIBF im Federgewicht (bis 57 kg) mit einem Punktsieg über Silke Weickenmeier. Am 8. März 2008, bei ihrem 20. Profikampf und der 9. Titelverteidigung, gewann Ina Menzer gegen die Kanadierin Sandy Tsagouris in 10 Runden. Da der WBC-Weltmeister-Titel vakant war, ist sie seither Doppel-Weltmeisterin. Im Oktober 2009 wurde von der WBO auch ein WM-Gürtel ausgelobt. Erste Trägerin in der Gewichtsklasse „Federgewicht“ war Ina Menzer, die 3-fach Weltmeisterin war.
Ina Menzer hatte 16 WM-Kämpfe erfolgreich bestritten. Zuletzt siegte sie am 9. Januar 2010 in Magdeburg durch technischen k.o. in der 6. Runde gegen Ramona Kühne. Am 3. Juli 2010 verlor sie nach Punkten gegen Jeannine Garside, die sich damit die Titel der WIBF, WBC und WBO sichern konnte. Jeannine Garside streckte die damalige Weltmeisterin Ina Menzer kurz vor Schluss der zehnten Runde nochmal zu Boden. Menzer konnte jedoch wieder aufstehen. Garside hat aber keine Titel mehr, da sie zwischenzeitlich Mutter geworden ist.
Nach 27 Monaten ohne Titel ist Ina Menzer ab dem 12. Oktober 2012 Europameisterin im Federgewicht der World Boxing Organization.
Am 24. August 2013 bestritt Ina Menzer ihren letzten Kampf, der erstmals in ihrer Heimatstadt Mönchengladbach im Hockeypark stattfand. Sie besiegte die bisher ungeschlagene Weltmeisterin Goda Dailydaite WBF in zehn Runden nach Punkten mit 100:88, 100:88 und 97:92.
Ina Menzer ist damit Weltmeisterin der Version WIBA, der WBF und Superchampion der WIBF.

## Auszeichnungen
Ina Menzer ist als Amateur- und als Profiboxerin von der Stadt Mönchengladbach geehrt worden:
- 2002 – Deutsche Meisterin
- 2003 – Internationale Deutsche Meisterin
- 2005 – Weltmeisterin
- 2006 – Weltmeisterin
- 2007 – Weltmeisterin
- 2008 – Weltmeisterin
- 2009 – Weltmeisterin
- 2010 – Weltmeisterin
- 2012 – Europameisterin
- 2013 – WIBA, WBF und Superchampion der WIBF

Sportlerin des Jahres der Stadt Mönchengladbach wurde Ina Menzer in den Jahren 2005, 2006 und 2007. Das ist Rekord. Danach wurde diese Auszeichnung nicht mehr verliehen.

## Liste der Profikämpfe
| 30 Siege (11 K.o.-Siege), 1 Niederlage (0 K.o.-Niederlagen), 0 Unentschieden |      |               |                                                   |                      |                       |                                                                                         |
| Nr.                                                                          | Jahr | Tag           | Ort                                               | Gegnerin             | Angesetzte Rundenzahl | Ergebnis für Menzer                                                                     |
| 01                                                                           | 2004 | 30. März      | Saaltheater Geulen, Aachen, Deutschland           | Zsanett Erod         | 4                     | Sieg / TKO 3. Runde                                                                     |
| 02                                                                           | 2004 | 28. Mai       | Ostseehalle, Kiel, Deutschland                    | Andrea Medelina      | 4                     | Sieg / TKO 1. Runde                                                                     |
| 03                                                                           | 2004 | 22. Juni      | Sportzentrum, Telfs, Tirol                        | Petra Jachmanova     | 4                     | Punktsieg                                                                               |
| 04                                                                           | 2004 | 21. September | Universum Gym, Hamburg-Wandsbek, Deutschland      | Viktoria Oleynik     | 4                     | Punktsieg                                                                               |
| 05                                                                           | 2005 | 15. Februar   | Alte Reithalle, Stuttgart, Deutschland            | Julia Kulikova       | 4                     | Sieg / TKO 3. Runde                                                                     |
| 06                                                                           | 2005 | 29. März      | Sporthalle, Hamburg-Wandsbek, Deutschland         | Viktoria Oleynim     | 6                     | Punktsieg                                                                               |
| 07                                                                           | 2005 | 19. April     | Hermann-Wielandner-Halle, Salzburg, Österreich    | Jarka Blahova        | 6                     | Punktsieg                                                                               |
| 08                                                                           | 2005 | 10. Mai       | Pueblo Español, Mallorca, Spanien                 | Austria Urbaez Urena | 8                     | Sieg / KO 1. Runde                                                                      |
| 09                                                                           | 2005 | 9. Juli       | Life Sportpark Herrenkrug, Magdeburg, Deutschland | Darya Voitko         | 8                     | Sieg / TKO 2. Runde                                                                     |
| 10                                                                           | 2005 | 10. September | DM-Arena, Karlsruhe, Deutschland                  | Damarius Muthoni     | 10                    | Punktsieg                                                                               |
| 11                                                                           | 2005 | 22. Oktober   | Brandberge Arena, Halle/Saale, Deutschland        | Silke Weickenmeier   | 10                    | Punktsieg Gewinn des Weltmeistertitels nach Version der IBF                             |
| 12                                                                           | 2005 | 3. Dezember   | Bördelandhalle, Magdeburg, Deutschland            | Galina Gumliiska     | 10                    | Sieg / TKO 6. Runde                                                                     |
| 13                                                                           | 2006 | 8. April      | Ostseehalle, Kiel, Deutschland                    | Maribel Santana      | 10                    | Sieg / Aufgabe 4. Runde                                                                 |
| 14                                                                           | 2006 | 27. Mai       | Zenith – Die Kulturhalle, München, Deutschland    | Fatuma Zarika        | 10                    | Punktsieg                                                                               |
| 15                                                                           | 2006 | 9. September  | Bördelandhalle, Magdeburg, Deutschland            | Leli Luz Florez      | 10                    | Punktsieg                                                                               |
| 16                                                                           | 2006 | 2. Dezember   | Estrel Convention Center, Berlin, Deutschland     | Kasha Chamblin       | 10                    | Sieg / TKO 8. Runde                                                                     |
| 17                                                                           | 2007 | 28. April     | Kö-Pi-Arena, Oberhausen, Deutschland              | Maria Andrea Miranda | 10                    | Punktsieg                                                                               |
| 18                                                                           | 2007 | 28. Juli      | Burg-Wächter Castello, Düsseldorf, Deutschland    | Jazmin Rivas         | 10                    | Punktsieg                                                                               |
| 19                                                                           | 2007 | 17. November  | Bördelandhalle, Magdeburg, Deutschland            | Laura Serrano        | 10                    | Punktsieg                                                                               |
| 20                                                                           | 2008 | 8. März       | KönigPALAST, Krefeld, Deutschland                 | Sandy Tsagouris      | 10                    | Punktsieg Gewinn des vakanten Weltmeistertitels des WBC                                 |
| 21                                                                           | 2008 | 31. Mai       | Burg-Wächter Castello, Düsseldorf, Deutschland    | Stacey Reile         | 10                    | Sieg / TKO 4. Runde                                                                     |
| 22                                                                           | 2008 | 22. November  | StadtHalle, Rostock, Deutschland                  | Adriana Salles       | 10                    | Punktsieg                                                                               |
| 23                                                                           | 2009 | 17. Januar    | Burg-Wächter Castello, Düsseldorf, Deutschland    | Esther Schouten      | 10                    | Punktsieg                                                                               |
| 24                                                                           | 2009 | 2. Mai        | Messe-Halle, Bremen, Deutschland                  | Franchesca Alcanter  | 10                    | Punktsieg                                                                               |
| 25                                                                           | 2009 | 10. Oktober   | StadtHalle, Rostock, Düsseldorf, Deutschland      | Esther Schouten      | 10                    | Punktsieg Gewinn des neu ausgelobten Weltmeistertitels nach Version der WBO             |
| 26                                                                           | 2010 | 9. Januar     | Bördelandhalle, Magdeburg, Deutschland            | Ramona Kühne         | 10                    | Sieg / TKO 6. Runde                                                                     |
| 27                                                                           | 2010 | 3. Juli       | Porsche-Arena, Stuttgart, Deutschland             | Jeannine Garside     | 10                    | Niederlage / nach Punkten Verlust ihrer drei Weltmeistertitel                           |
| 28                                                                           | 2011 | 24. September | DIMA Sport-Center, Hamburg, Deutschland           | Ela Nunez            | 8                     | Punktsieg                                                                               |
| 29                                                                           | 2012 | 28. Januar    | Grand Elysée Hotel, Hamburg, Deutschland          | Milena Koleva        | 8                     | Punktsieg                                                                               |
| 30                                                                           | 2012 | 21. April     | Messe- und Kongresshalle, Schwerin, Deutschland   | Doris Köhler         | 8                     | Punktsieg                                                                               |
| 31                                                                           | 2012 | 12. Oktober   | Wandsbeker Sporthalle, Hamburg, Deutschland       | Renata Domsodi       | 10                    | Sieg / TKO 2. Runde Gewinn des neu ausgelobten Europameistertitels nach Version der WBO |
| 32                                                                           | 2013 | 24. August    | Hockeypark, Mönchengladbach, Deutschland          | Goda Dailydaite      | 10                    | Punktsieg / WM-Titel: WIBA und WBF und Superchampion der WIBF                           |
| (Quelle: Ina Menzer in der BoxRec-Datenbank)                                 |      |               |                                                   |                      |                       |                                                                                         |

## Filme
- Planet Wissen, Boxen, mit Ina Menzer, 2008, 59 min.